# Peggy Provost
Peggy Provost, född 19 september 1977 i Bourg-en-Bresse, Frankrike, är en fransk före detta fotbollsspelare (försvarare).
Provost representerade på klubbnivå FCF Juvisy 1996–2009, med vilka hon blev fransk mästare 1997, 2003 och 2006, och spelade sammanlagt 91 landskamper (2 mål) för Frankrikes damlandslag i fotboll. Hon deltog i VM i USA 2003 och EM i England 2005.